# آب زندگانی (فیلم)
«آب زندگانی» (انگلیسی: The Fountain of Youth) یک قسمت آزمایشی به کارگردانی اورسن ولز است که در سال ۱۹۵۸ منتشر شد.
از بازیگران آن می‌توان به دن توبین، ریک جیسون، و جوی لانسینگ اشاره کرد.